# دکل کاینان
دکل کاینان (به انگلیسی: Dekel Keinan) مدافع اهل اسرائیل است که از سال ۲۰۰۷ تا ۲۰۱۱ میلادی عضو تیم ملی فوتبال اسرائیل بوده و در ۲۳ بازی ملی حضور داشته است.